# Дучинский, Александр Осипович
Александр Иосифович (Осипович) Дучинский (около 1821 — после 1873) — генерал-майор армейской кавалерии.

## Биография
Сын генерал-майора армейской кавалерии Иосифа (Осипа) Игнатьевича Дучинского, командира Сибирского Уланского полка и частей резервов армейской кавалерии. Брат генерал-майора армейской кавалерии Эдуарда Иосифовича (Осиповича) Дучинского, помощника окружного интенданта Харьковского военного округа, по военным спискам — Дучинского 1-го. Вместе с братом учился в кадетском корпусе и начинал службу в кавалерийских полках, которыми командовал отец. Брат действительной статской советницы Йозефины (Жозефины) Иосифовны (Марии Осиповны) Вилламовой — жены главного контролёра Ведомства учреждений императрицы Марии, декабриста, действительного статского советника Артемия Григорьевича Вилламова.
Вместе с братом — Эдуардом, воспитывался в Первом кадетском корпусе в С.-Петербурге. По военным спискам — Дучинский 2-й. ВП от 7.07.1841 года, произведён, по экзамену, в корнеты (старшинство в чине с 22.07.1840), из унтер-офицеров 1-го кадетского корпуса, Дучинский 2-й, в Чугуевский Уланский полк; полковником и командиром дивизиона того полка служил отец. ВП от 14.08.1843 года, корнетом переведён [вместе с братом] в Сибирский Уланский полк, командиром которого был назначен отец. ВП от 28.08.1844 года, из корнетов произведён [вместе с братом], на вакансию, в поручики Сибирского Уланского полка. ВП от 3.01.1845 года, уволен [вместе с братом], в отпуск, на 1 год. ВП от 8.04.1846 переведён, из поручиков Сибирского уланского полка, корнетом в лейб-гвардии Уланский Его Императорского Высочества Великого князя Михаила Павловича полк. В октябре того же — 1846 года, в тот же полк корнетом переведён брат — Эдуард. ВП от 6.12.1846 года, производятся, на вакансии, лейб-гвардии Уланского Его Императорского Высочества Великого князя Михаила Павловича полка, из корнетов — в поручики: Дучинский 1-й и Дучинский 2-й, оба со старшинством с 1 июля 1846 года. Вместе с братом служил в должности полковых адъютантов. На всём протяжении 1847—1848 годов из С.-Петербурга неоднократно командировался, вместе с братом, в округ № 2 пахотных солдат (военных поселений) Новгородской губернии. ВП от 27.06.1851 года производится в гвардии штабс-ротмистры Дучинский 2-й [Александр Осипович]. Ранее в том же — 1851 году, в штабс-ротмистры произведён брат. В 1853 году брат — Эдуард, из гвардии штабс-ротмистров производится в майоры армейской кавалерии и переводится в Комиссариатский штат. В том же — 1853 году, гвардии штабс-ротмистр Александр Дучинский предполагается к переводу в Отдельный Корпус жандармов. Однако, перевод в жандармы не состоялся и А. И. Дучинский остается служить по штатам полка. В 1855 году произведён в ротмистры и в январе 1856 года с поручением командирован в Дерпт. В том же — 1856 году, пожалован кавалером ордена Святой Анны 3 степени, в воздаяние отлично-усердной и ревностной службы. За кампанию 1853—1856 годов награжден светло-бронзовой медалью «В память войны 1853—1856» на Андреевской ленте. Ротмистром исполняет обязанности командира лейб-гвардии Уланского Его Величества полка на военных смотрах. ВП от 24.07.1857 [дополнением], объявлено монаршее благоволение командовавшему Уланским Его Величества полком ротмистру Дучинскому. Оставаясь по штатам полка, в 1858 году прикомандирован к Оренбургскому казачьему войску. Возглавил военный отряд для охраны дипломатической миссии флигель-адъютанта, полковника Н. П. Игнатьева в Хиву и Бухару. По возвращении из Средней Азии произведён из гвардейских ротмистров в армейские подполковники. ВП от 27.12.1858 года, по кавалерии, назначен лейб-гвардии Уланского Его Величества полка, прикомандированный к Оренбургскому казачьему войску, ротмистр Дучинский, для особых поручений к командиру Отдельного Оренбургского корпуса, с зачислением по армейской кавалерии, подполковником. В том же — 1858 году, награждён знаком отличия «Беспорочная служба XV». ВП от 2.04.1859 года, производится, за отличие по службе, состоящий по армейской кавалерии, находящийся для особых поручений при командире Отдельного Оренбургского корпуса, подполковник Дучинский — в полковники, с оставлением в должности и по армейской кавалерии. В том же — 1859 году, пожалован, за отличие, кавалером ордена Святого Станислава 2 степени. С 1 апреля 1860 года отчислен от должности, с оставлением по армейской кавалерии. ВП от 19.02.1861 года, переводится, состоящий по армейской кавалерии полковник Дучинский — в Провиантский штат, с оставлением по армейской кавалерии. В том же — 1861 году, переведён для поручений в Комиссариатский штат. Указом от 17.04.1862 года, пожалован кавалером ордена Святого Станислава 2 степени с императорской короной, полковник, состоящий по армейской кавалерии, чиновник для поручений Комиссариатского департамента Военного министерства — Александр Дучинский, в воздаяние отлично-усердной и ревностной службы. В том же — 1862 году, переведён вновь в Провиантский штат, назначен состоять для особых поручений при генерал-провиантмейстере Военного министерства князе В. А. Долгорукове 2-м. Командирован для ревизии в Херсонскую губернию. Вёл следствие по недоимке в поставках провианта в отношении подрядчиков И. К. Волохина, Е. Ф. Трахтемберга, М. А. Резниченко, Т. И. Иванова и Ф. Ф. Лашкарева. ВП от 9.12.1863 года назначен, состоящий по армейской кавалерии и для особых поручений при генерал-провиантмейстере Военного министерства полковник Дучинский — саратовским обер-провиантмейстером, с оставлением по армейской кавалерии. Указом от 19.04.1864 года, пожалован орденом Святой Анны 2 степени полковник, обер-провиантмейстер Саратовский, состоящий по армейской кавалерии, Александр Дучинский, в воздаяние отлично-усердной службы, начальством засвидетельствованной. После упразднения Провиантского штата в ноябре 1864 года оставлен за штатом нового ведомства — Главного интендантского управления, с оставлением по армейской кавалерии. ВП от 29.11.1865 года переведён, бывший саратовский обер-провиантмейстер, состоящий по армейской кавалерии полковник Дучинский — в 11-й Драгунский Рижский Ея Императорского Высочества Великой Княгини Екатерины Михайловны полк. Указом от 14.07.1867 года, в воздаяние отлично-усердной и ревностной службы, пожалован знаками ордена Святой Анны 2 степени, украшенными императорской короной, полковник 11-го Драгунского Рижского Ея Императорского Высочества Великой княгини Екатерины Михайловны полка Александр Дучинский. В 1868 году переведён полковником 13-го Гусарского Нарвского Его Императорского Высочества Великого князя Константина Николаевича полка. Указом от 23.11.1868 года, по поднесенному Его Величеству докладу Кавалерской Думы ордена Святого Равноапостольного князя Владимира, всемилостивейше пожалован 22.09.1868 года, за беспорочную выслугу в офицерских чинах двадцати пяти лет, кавалером ордена Святого Владимира 4 степени с бантом, полковник, командир резервных эскадронов 13-го Гусарского Нарвского Его Императорского Высочества Великого князя Константина Николаевича полка Александр Дучинский. ВП от 13 апреля 1870 года назначен командиром 7-го Кинбурнского Драгунского Его Императорского Высочества Великого князя Михаила Николаевича полка. ВП от 28.03.1871 года, производится, за отличие по службе, из полковников в генерал-майоры, командир 7-го Кинбурнского Его Императорского Высочества Великого князя Михаила Николаевича — Дучинский, с зачислением по армейской кавалерии и с прикомандированием к 4-й кавалерийской дивизии. ВП от 23.06.1871 года, по Кавказскому военному округу, назначается, состоящий по армейской кавалерии и при 4-й кавалерийской дивизии, генерал-майор Дучинский — младшим помощником начальника Кавказской кавалерийской дивизии [генерал-лейтенанта графа Валериана Александровича де Тулуз-Лотрека]. Служил в Ставрополе. ВП от 20.08.1873 года, в воздаяние отлично-усердной и ревностной службы, генерал-майор, младший помощник начальника Кавказской кавалерийской дивизии Александр Дучинский, пожалован кавалером ордена Святого Владимира 3 степени. ВП от 29.12.1873 года, по Кавказскому военному округу, уволен от службы, за болезнью, бывший младший помощник начальника Кавказской кавалерийской дивизии, генерал-майор Дучинский, с мундиром и с пенсионом полного оклада.